# Aldwark (Yorkshire du Nord)
Pour les articles homonymes, voir Aldwark.
Aldwark est un village et une paroisse civile du Yorkshire du Nord, en Angleterre.